# Riberalta
Riberalta é uma importante cidade industrial da Bolívia, localizada no departamento de El Beni. 
No censo realizado em 2001, a cidade possuía 64.511 habitantes, e sua população estimada para 2006 é de 78.100 habitantes (atualmente possui 97.982). É a segunda cidade com maior população do departamento de El Beni, depois de Trinidad.
Está localizada na confluência dos rios Beni e Madre de Díos.
Site de um jornal da cidade, para informações atualizadas: http://noticias.lainformacion.com/bolivia/riberalta/L_INQUciGdCc9lEHpiCOl8c6/
Como chegar
Na estação seca o ônibus desde Rurrenabaque até esta cidade leva algo em torno de 13 horas e na estação chuvosa mais de uma semana. A viagem custa entre 130 e 140 Bolivianos. Até La Paz custa 180 Bolivianos e cerca de 36 horas. A viagem é bem difícil nesta época.
Para Guayaramerin a viagem de ônibus dura apenas 1 hora e meia o que cai para 50 minutos de táxi lotação em um trecho asfaltado invejável até a data desta atualização. A principal estação de ônibus está situada a cerca de 9 quarteirões ao sul do Centro da cidade. Um voo para Guayaramerin custa aproximadamente 15 dólares, e para La Paz custa cerca de 900 bolivianos.Chegando à Guayaramerin é fácil cruzar para GUAJARÁ MIRIM RONDÔNIA BRASIL, bastando pra isso claro dar saída na migração boliviana (situada no porto oficial e funciona até 19h)e dar entrada na polícia federal em Guajará Mirim, a travessia dura 5 minutos de lancha e custa em torno de 15 bolivianos à noite e 10 bolivianos de dia, efunciona 24h desde que haja passageiros ou que se pague o expresso (algo em torno de 150 bolivianos). 
Aerocon, Ecojet e Aerotaxi possuem linhas aéreas para outras cidades bolivianas.
Passeando
Todo o serviço de táxi é feito por motocicletas que cobram cerca de 3 a 4 Bolivianos por corrida, para qualquer lugar da cidade. É melhor que você tenha o nome do lugar para onde quer ir do que o próprio endereço. 
Você também pode alugar motocicletas na praça principal por aproximadamente 6 dólares, a diária. Existem algumas vilas interessantes fora da cidade(uma delas é Cahuela Esperanza há 35 km de Guayaramerin) que vale a pena visitar, mas tenha cuidado porque boa parte das estradas são muito esburacadas, pelo que se recomenda baixa velocidade. 
Se visitar a beira rio você provavelmente será parado pela polícia, que solicitará seus documentos, passaporte (ou documentos pessoais em caso de brasileiros com menos de três meses no país), carteira de motorista.  
O que ver
A principal praça em Riberalta é muito grande e é também uma das principais atrações. Existe uma igreja próxima à praça e existe uma plataforma de observação com assentos e vista para o rio (Parque del Mirador).   
Na avenida principal foi inaugurada recentemente uma estátua de três metros em homenagem a Hugo Chávez, inaugurada em 6 de novembro pelo presidente boliviano Evo Morales.   
O que fazer
Vale a pena dar um passeio ao longo do rio. Na estação seca é o mais perto que você poderá chegar de praias na Bolívia. Longos trechos de areia de praia com bastante espaço para colocar a sua toalha. 
Algumas vezes as pessoas jogam xadrez na biblioteca. Você pode se informar lá caso queira jogar. 
A 25 km de Riberalta, na estrada em direção a La Paz está a comunidade Tumichucua, que significa Ilha das Palmeiras em uma das línguas nativas. Nesta comunidade há um bonito lago com uma ilha tropical no centro. 
A 90 km de Riberalta existe uma antiga cidade da época do ciclo da borracha, fundada em 1882. Durante o ciclo da borracha foi a maior cidade da província de Beni. A agência de viagens oferece paseios para lá. 
Las Piedras, em Gonzalo Moreno, é uma cidade pequena a cerca de 5 km de Riberalta, do outro lado do rio Beni. Você pode chegar lá de motocicleta, taxi ou bicicleta. Quando você tiver cruzado o rio, suba um pouco e onde a estrada virar para a esquerda haverá um pequeno caminho levando para a floresta e para as ruínas incas. Talvez seja um pouco difícil de detectar as ruínas porque na verdade são um forte e um muro onde o rio costumava passar. Este forte estava perto do cruzamento do Rio Madre e do Rio Beni, um ponto estratégico para fins militares e mercantis. Ainda não foram feitas muitas pesquisas a respeito, mas uma investigação foi feita pela universidade de Helsink anos atrás. Peças arqueológicas foram descobertas e boa parte delas estão agora em um museu em Lima enquanto algumas peças estão na vila de Las Piedras. 
A mais ou menos 2 km das ruínas e do rio está a vila de Las Pìedras. Quando você entra na vila logo vê uma pequena loja do lado direito, próxima do campo de futebol, onde você pode comer (você terá que fazer um pedido antecipado), jogar bilhar e também permanecer durante a noite se gostar. Na vila existem também os restos de uma longa muralha construída pelos incas. Para ver as peças arqueológicas e saber mais sobre as ruínas incas e a história dos incas na Amazônia, você pode procurar por um homem chamado Carlos Chipunano. Se você falar um pouco de espanhol ele poderá mostrar os arredores e contar um pouco sobre aquilo que se sabe sobre os incas na região por uma gorjeta. 
Se você quiser ir mais longe, existe um lago a 9 km de Las Piedras. No meio do caminho há um resort com piscina, comida, salgadinhos, onde poderá ficar em chalés.   
Compras
Aos domingos existe um mercado no centro, "La Feria", onde você poderá encontrar frutas, maquiagem, roupas e mais um monte de outras coisas por preços baixos.   
1. ↑  «Evo Morales inaugura en Bolivia una estatua de tres metros de Hugo Chávez - Política (general) - Noticias, última hora, vídeos y fotos de Política (general) en lainformacion.com». noticias.lainformacion.com. Consultado em 4 de janeiro de 2016